# Lista episoadelor din Medici pentru eroi
Următoarea este o listă a episoadelor a serialului Medici pentru eroi, difuzat pe Disney XD.

## Tabelul episoadelor
| Sezon | Sezon | Episoade | Difuzare originală | Difuzare originală | Difuzare în România | Difuzare în România |
| Sezon | Sezon | Episoade | Premieră sezon     | Final sezon        | Premieră sezon      | Final sezon         |
| ----- | ----- | -------- | ------------------ | ------------------ | ------------------- | ------------------- |
|       | 1     | 24       | 7 octombrie 2013   | 15 septembrie 2014 | 18 mai 2014         | 26 iunie 2019       |
|       | 2     | 20       | 20 octombrie 2014  | 9 septembrie 2015  | 9 mai 2015          | TBA                 |

## Lista episodealor

### Sezonul 1 (2013–14)
- Bradley Steven Perry, Jake Short și Paris Berelc sunt prezenți în toate episoadele.
- Devan Leos este absent pentru șase episoade.

| # (serial)                                | # (sezon) | Titlu                                                                              | Regizat de       | Scris de                               | Premieră originală | Premieră în România | Cod     |
| ----------------------------------------- | --------- | ---------------------------------------------------------------------------------- | ---------------- | -------------------------------------- | ------------------ | ------------------- | ------- |
| 1                                         | 1         | „Salvăm oamenii care salvează oamenii” „Saving the People Who Save People”         | Eric Dean Seaton | Jim Bernstein și Andy Schwartz         | 7 octombrie 2013   | 18 mai 2014         | 101/102 |
| 2                                         | 2         | „Frighty Med” „Frighty Med”                                                        | Eric Dean Seaton | Vincent Brown                          | 14 octombrie 2013  | 25 mai 2014         | 103     |
| 3                                         | 3         | „Eu, normo” „I, Normo”                                                             | Eric Dean Seaton | Clayton Sakoda și Ian Weinreich        | 21 octombrie 2013  | 1 iunie 2014        | 104     |
| 4                                         | 4         | „Călătoriile lui mic Oliver” „Sm'olivers Travels”                                  | Eric Dean Seaton | Mark Jordan Legan                      | 28 octombrie 2013  | 8 iunie 2014        | 105     |
| 5                                         | 5         | „Farse pentru nimic” „Pranks for Nothing”                                          | Jon Rosenbaum    | Clayton Sakoda și Ian Weinreich        | 4 noiembrie 2013   | 15 iunie 2014       | 106     |
| 6                                         | 6         | „Nu e sfârșitul lumii” „It's Not the End of the World”                             | Jon Rosenbaum    | Jim Bernstein și Andy Schwartz         | 11 noiembrie 2013  | 22 iunie 2014       | 107     |
| 7                                         | 7         | „Gus cel rău” „Evil Gus”                                                           | Jon Rosenbaum    | Stephen Engel                          | 13 ianuarie 2014   | 29 iunie 2014       | 108     |
| 8                                         | 8         | „Alan și domnia terorii” „Alan's Reign of Terror”                                  | Sean Lambert     | Stephen Engel și Vincent Brown         | 3 februarie 2014   | 6 iulie 2014        | 109     |
| 9                                         | 9         | „De ce crezi că poți să fii aghiotant” „So You Think You Can Be a Sidekick”        | Sean Lambert     | Jim Bernstein și Mark Jordan Legan     | 10 februarie 2014  | 27 iulie 2014       | 110     |
| 10                                        | 10        | „Alarma de la Mighty Med” „Lockdown”                                               | Sean Lambert     | Stephen Engel și Vincent Brown         | 24 februarie 2014  | 9 august 2014       | 111     |
| 11                                        | 11        | „Atâta Kaz” „All That Kaz”                                                         | Sean Lambert     | Mark Jordan Legan și Andy Schwartz     | 10 martie 2014     | 16 august 2014      | 112     |
| 12                                        | 12        | „Prietenul prietenei mele este inamicul meu” „The Friend of My Friend Is My Enemy” | Rich Correll     | Jim Bernstein și Andy Schwartz         | 24 martie 2014     | 23 august 2014      | 113     |
| 13                                        | 13        | „Explozia atomică din trecut” „Atomic Blast from the Past”                         | Jon Rosenbaum    | Clayton Sakoda și Ian Weinreich        | 31 martie 2014     | 30 august 2014      | 114     |
| 14                                        | 14        | „Dureri mari” „Growing Pains”                                                      | Jon Rosenbaum    | Stephen Engel și Mark Jordan Legan     | 7 aprilie 2014     | 14 noiembrie 2014   | 117     |
| 15                                        | 15        | „Noaptea coșmarurilor” „Night of the Living Nightmare”                             | Adam Weissman    | Mark Jordan Legan și Vincent Brown     | 14 aprilie 2014    | 29 noiembrie 2014   | 121     |
| 16                                        | 16        | „Dr. Wrath” „Mighty Mad”                                                           | Danny J. Boyle   | Stephen Engel și Mark Jordan Legan     | 21 aprilie 2014    | 15 noiembrie 2014   | 115     |
| 17                                        | 17        | „Liga fantastică a supereroilor” „Fantasy League of Heroes”                        | Alfonso Ribeiro  | Clayton Sakoda și Ian Weinreich        | 9 iunie 2014       | 26 iunie 2019       | 119     |
| Invitat special: Adrian Peterson          |           |                                                                                    |                  |                                        |                    |                     |         |
| 18                                        | 18        | „Copia Kaz” „Copy Kaz”                                                             | Alfonso Ribeiro  | Stephen Engel și Vincent Brown         | 16 iunie 2014      | 21 noiembrie 2014   | 120     |
| 19                                        | 19        | „Un supererou chitarist” „Guitar Superhero”                                        | Rob Schiller     | Stephen Engel și Mark Jordan Legan     | 23 iunie 2014      | 28 februarie 2015   | 122     |
| Invitat special: Debby Ryan ca Jade/Remix |           |                                                                                    |                  |                                        |                    |                     |         |
| 20                                        | 20        | „Wi-Fi în acțiune” „Free Wi-Fi”                                                    | Jon Rosenbaum    | Jim Bernstein și Andy Schwartz         | 30 iunie 2014      | 22 noiembrie 2014   | 118     |
| 21                                        | 21        | „Să rescriem istoria” „Two Writers Make a Wrong”                                   | Rob Schiller     | Clayton Sakoda și Ian Weinreich        | 7 iulie 2014       | 1 martie 2015       | 123     |
| 22                                        | 22        | „Îți este frică de rechin?” „Are You Afraid of the Shark?”                         | Adam Weissman    | Vincent Brown                          | 18 iulie 2014      | 28 noiembrie 2014   | 116     |
| 23                                        | 23        | „Pixul este mai puternic decât sabia” „The Pen Is Mighty Med-ier Than the Sword”   | Stephen Engel    | Amanda Steinhoff și Sarah Jeanne Terry | 21 iulie 2014      | 7 martie 2015       | 124     |
| 24                                        | 24        | „Se apropie furtuna” „There's a Storm Coming”                                      | Rich Correll     | Jim Bernstein și Andy Schwartz         | 15 septembrie 2014 | 8 martie 2015       | 125-126 |

### Sezonul 2 (2014–15)
Pe data de 22 mai 2014, serialul a fost reînnoit pentru un al doilea sezon.Augie Isaac este promovat un personaj principal. 
- Este un episod special cu Copiii Bionici: Insula Bionică în acest sezon.
- Devan Leos și Augie Isaac sunt amândoi absenți pentru cinci episoade.

| # (serial) | # (sezon) | Titlu                                                                                                   | Regizat de         | Scris de                                                        | Premieră originală | Premieră în România | Cod     |
| ---------- | --------- | --- | ------------------ | --------------------------------------------------------------- | ------------------ | ------------------- | ------- |
| 25         | 1         | „Cum a căzut Mighty Med” „How the Mighty Med Have Fallen”                                               | Rich Correll       | Jim Bernstein și Andy Schwartz                                  | 20 octombrie 2014  | 9 mai 2015          | 201/202 |
| 26         | 2         | „Ascunzătoarea” „Lair, Lair”                                                                            | Rich Correll       | Mark Jordan Legan și Vincent Brown                              | 24 octombrie 2014  | 16 mai 2015         | 203     |
| 27         | 3         | „Cârtița de la Mighty Med” „Mighty Mole”                                                                | Rob Schiller       | Clayton Sadoka și Ian Weinreich                                 | 3 noiembrie 2014   | 23 mai 2015         | 204     |
| 28         | 4         | „Farse cu gheară” „The Claw Prank Redemption”                                                           | Rob Schiller       | Stephen Engel și Vincent Brown                                  | 10 noiembrie 2014  | 30 mai 2015         | 205     |
| 29         | 5         | „Tu vrei să faci un om de lavă” „Do You Want to Build a Lava Man?”                                      | Jody Margolin Hahn | Stephen Engel și Mark Jordan Legan                              | 1 decembrie 2014   | 7 iunie 2015        | 206     |
| 30         | 6         | „Sfârșitul furtunii” „Storm's End”                                                                      | Jody Margolin Hahn | Jim Bernstein și Andy Schwartz                                  | 5 ianuarie 2015    | 14 iunie 2015       | 207     |
| 31         | 7         | „În viitor” „Future Tense”                                                                              | Jon Rosenbaum      | Clayton Sakoda și Ian Weinreich                                 | 12 ianuarie 2015   | 18 iulie 2015       | 209     |
| 32         | 8         | „Nu mă mai înțepa!” „Stop Bugging Me”                                                                   | Jon Rosenbaum      | Mark Jordan Legan și Vincent Brown                              | 4 martie 2015      | 15 august 2015      | 208     |
| 33         | 9         | „Nu încă erou” „Less Than Hero”                                                                         | Jon Rosenbaum      | Jim Bernstein și Mark Jordan Legan                              | 11 martie 2015     | 16 august 2015      | 210     |
| 34         | 10        | „Oliver clocește ouăle” „Oliver Hatches the Eggs”                                                       | Linda Mendoza      | Stephen Engel și Vincent Brown                                  | 25 martie 2015     | 17 august 2015      | 211     |
| 35         | 11        | „Sparks zboară” „Sparks Fly”                                                                            | Adam Weissman      | Stephen Engel și Andy Schwartz                                  | 1 aprilie 2015     | 18 august 2015      | 212     |
| 36         | 12        | „Wallace și Clyde: Ziua lor liberă” „Wallace and Clyde: A Grand Day Out”                                | Rich Correll       | Jim Bernstein și Mark Jordan Legan                              | 7 aprilie 2015     | 19 august 2015      | 214     |
| 37         | 13        | „Cum să devii supererou” „The Key to Being a Hero”                                                      | Adam Weissman      | Stephen Engel și Andy Schwartz                                  | 15 aprilie 2015    | 20 august 2015      | 213     |
| 38         | 14        | „New Kids Are the Docs”                                                                                 | Stephen Engel      | Kenny Byerly                                                    | 1 iulie 2015       | 13 septembrie 2015  | 218     |
| 39         | 15        | „Directorul școlii” „It's a Matter of Principal”                                                        | Gregory Hobson     | Stephen Engel și Vincent Brown                                  | 8 iulie 2015       | 20 septembrie 2015  | 215     |
| 40         | 16        | „Trăiește visul” „Living the Dream”                                                                     | Shannon Flynn      | Jim Bernstein și Andy Schwartz                                  | 15 iulie 2015      | 27 septembrie 2015  | 216     |
| —          | —         | „Copiii Bionici contra Medicilor pentru eroi (partea a doua):Incapacitatorul” „Lab Rats vs. Mighty Med” | Rich Correll       | Mark Brazill, Vincent Brown, Clayton Sakoda, și Ian Weinreich   | 22 iulie 2015      |                     | 240     |
| 41         | 17        | „Mersi pentru hardurile de memorie” „Thanks for the Memory Drives”                                      | Rich Correll       | Stephen Engel și Mark Jordan Legan                              | 12 august 2015     | 3 august 2019       | 217     |
| 42         | 18        | „Kaz și Skylar în groapă” „The Dirt on Kaz & Skylar”                                                    | Linda Mendoza      | Amanda Steinhoff & Sarah Jeanne Terry                           | 19 august 2015     | 3 august 2019       | 218     |
| 43         | 19        | „The Mother of All Villains”                                                                            | Rich Correll       | Mark Jordan Legan & Vincent Brown Jim Bernstein & Andy Schwartz | 9 septembrie 2015  |                     | 221/222 |